# بيليات (آن)
بيليات (بالفرنسية: Billiat)‏ هي بلدية فرنسية تقع في إقليم الآن في فرنسا. رمز إنسي لها هو:1044. أما الرمز البريدي لها فهو: 1200.